# كيد ويلسون
كيد ويلسون (بالإنجليزية: Kid Willson)‏ هو لاعب كرة قاعدة أمريكي، ولد في 3 نوفمبر 1895 في بلومينغتون في الولايات المتحدة، وتوفي في 17 أبريل 1964 في يونيون غاب في الولايات المتحدة.

## وصلات خارجية
- كيد ويلسون على موقعبيزبول رفرنس.كوم (الدوري الرئيسي) (الإنجليزية)
- كيد ويلسون على موقعبيزبول رفرنس.كوم (الدوري الثانوي) (الإنجليزية)